# Keleti ostormadár
A keleti ostormadár (Psophodes olivaceus) a madarak osztályának verébalakúak (Passeriformes)  rendjébe és a Psophodidae családjába tartozó faj. Nevét ostorcsattanás-szerű hangja után kapta.

## Rendszerezése
A fajt John Latham angol ornitológus írta le 1802-ben, a varjúfélék (Corvidae) családjának Corvus nemébe Corvus olivaceus néven.

## Alfajai
- Psophodes olivaceus lateralis North, 1897
- Psophodes olivaceus olivaceus (Latham, 1802)[2]

## Előfordulása
Ausztrália keleti partvidékén honos. A természetes élőhelye a szubtrópusi vagy trópusi síkvidéki és hegyi esőerdők, mérsékelt égövi erdők, valamint bokrosok.

## Megjelenése
Testhossza 25-30 centiméter, testsúlya 48–75 gramm. Fején bóbitát visel. Tollazata barna, torka fehér és hosszú farka van.

## Életmódja
Főként rovarokkal táplálkozik, de fogyaszt más gerincteleneket is.

## Szaporodása
Fészkét gallyakból a bokrok alján építi. Fészekalja 2-3 tojásból áll.